# Moon (Perfumeの曲)
「Moon」（ムーン）は、2023年9月6日にPerfume Records / Polydor Recordsから発売されたPerfumeの28作目のシングル。

## 概要
前作「Flow」から約1年半ぶりとなるCDシングル。
シングルはBlu-ray付きの初回限定盤A、DVD付きの初回限定盤B、そして通常盤の3タイプで発売。
表題曲「Moon」は、フジテレビ系水曜ドラマ『ばらかもん』の主題歌。カップリング曲「ラヴ・クラウド」はイギリス・ロンドン単独公演「Perfume LIVE 2023 “CODE OF PERFUME”」で初披露された新曲。
初回限定盤A・B付属のBlu-rayもしくはDVDには、今年6月にスペイン・バルセロナで行われた音楽イベント「Primavera Sound 2023」での「FLASH」のパフォーマンス映像や「Primavera Sound 2023」のメイキング映像、表題曲「Moon」のVideo Clip、メンバーそれぞれがミュージックビデオ撮影現場を撮影した映像（題してPerfume View）が収録されている。

### 特典
- 初回限定盤A・B - スペシャルステッカー
- 予約購入特典 - オリジナルクリアファイル（A4サイズ、店舗別、絵柄は各盤共通）[3]

⚪︎A!SMART / UNIVERSAL MUSIC STORE
Amazon.co.jp
⚪︎タワーレコード全店 およびタワーオンライン
⚪︎TSUTAYA RECORDS全店 / HMV全店 およびHMV&BOOKS online / 新星堂 / WonderGOO / 山野楽器 / 楽天ブックス 他記載のないショップ

## 収録内容
| 全作詞・作曲・編曲: 中田ヤスタカ。 |                                           |              |              |      |
| #                                  | タイトル                                  | 作詞         | 作曲・編曲   | 時間 |
| 1.                                 | 「Moon」                                  | 中田ヤスタカ | 中田ヤスタカ | 3:01 |
| 2.                                 | 「ラヴ・クラウド」                        | 中田ヤスタカ | 中田ヤスタカ | 3:39 |
| 3.                                 | 「Moon -Original Instrumental-」          | 中田ヤスタカ | 中田ヤスタカ | 3:01 |
| 4.                                 | 「ラヴ・クラウド-Original Instrumental-」 | 中田ヤスタカ | 中田ヤスタカ | 3:39 |
| 合計時間:                          | 合計時間:                                 | 13:20        |              |      |

※初回限定盤A・Bには、上記のCDに加え、以下のBlu-rayおよびDVDが付属。

| #  | タイトル                                 | 作詞 | 作曲・編曲 |
| -- | ---------------------------------------- | ---- | ---------- |
| 1. | 「Moon-Video Clip-」                     |      |            |
| 2. | 「Perfume View」                         |      |            |
| 3. | 「FLASH-Primavera Sound 2023-」          |      |            |
| 4. | 「Primavera Sound 2023-メイキング映像-」 |      |            |

## タイアップ
- フジテレビ系水曜ドラマ『ばらかもん』主題歌（#1）